# فرودگاه بین‌المللی هنگ کنگ
فرودگاه بین‌المللی هنگ‌کنگ (به انگلیسی: Hong Kong International Airport) (به زبان بومی: Chek Lap Kok Airport) یک فرودگاه همگانی مسافربری با کد یاتا HKG است که یک باند فرود آسفالت دارد و طول باند آن ۳۸۰۰ متر است. این فرودگاه در هنگ کنگ قرار دارد و در ارتفاع ۹ متری از سطح دریا واقع شده‌است. این فرودگاه توسط آقای نورمن فاستر طراحی شده است.

## شرکت‌های هواپیمایی و مقصدهای پروازی

### مسافری

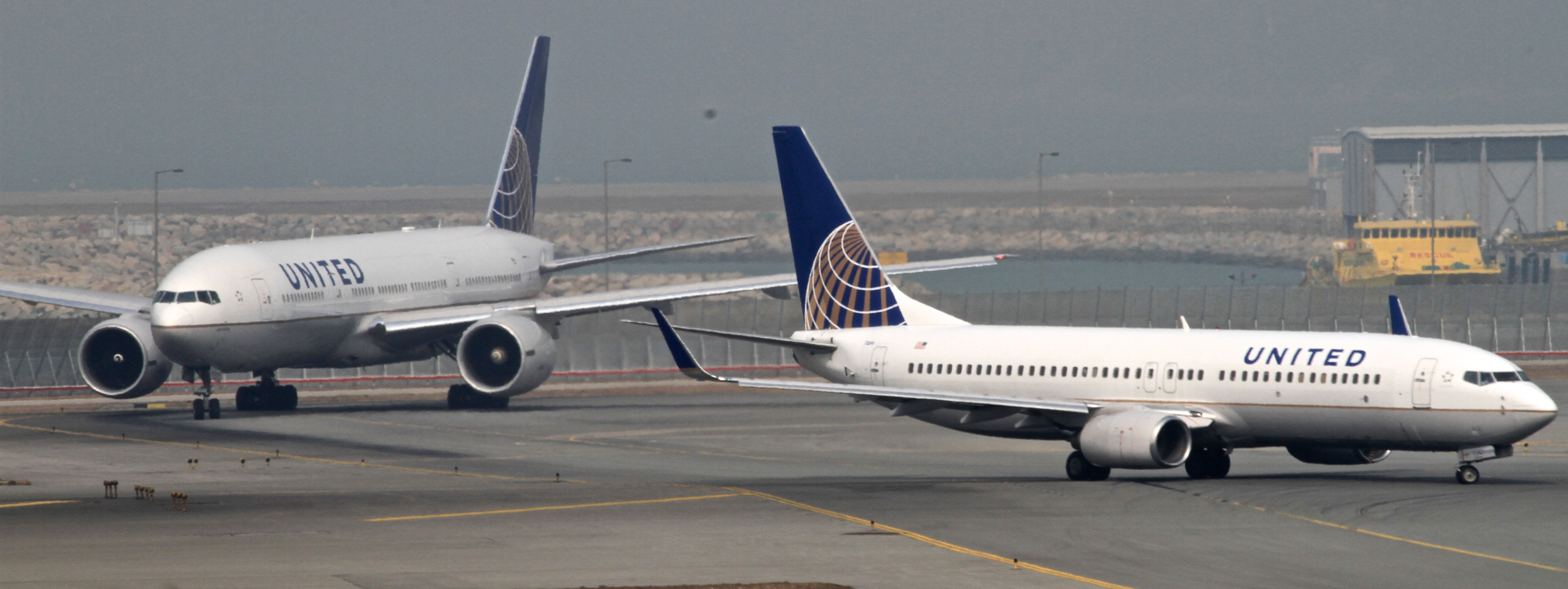
یونایتد ایرلاینز بوئینگ ۷۷۷ و بوئینگ ۷۳۷ نسل بعدی taxiing.

Nonstop routes from Hong Kong to destinations in Mainland China and Taiwan.

Nonstop routes from Hong Kong to destinations in America, Africa, and Europe.

| شرکت‌های هواپیمایی                                          | مقصدهای پروازی |
| ---------------------------------------------------------- | --- |
| آئروفلوت                                                   | شرمتیوو |
| آئروفلوت اجرا توسط آورورا                                  | ولادی‌وستوک |
| ایرآسیا                                                    | کوتا کینابالو، کوالالامپور |
| ایر آستانه                                                 | آلماتی |
| Air Busan                                                  | گیمهی |
| ایر کانادا                                                 | پیرسون تورنتو، ونکوور |
| ایر چاینا                                                  | پکن، چنگدو شوانگلیو، چنگچینگ ییانگبی، دالیان ژووشویزی، تیانجین بینهای فصلی: اوردوس ایجین هورو، Yuncheng |
| ایر فرانس                                                  | شارل دوگل پاریس |
| ایر ایندیا                                                 | ایندیرا گاندی، چاتراپاتی شیواجی، کانزای، اینچئون |
| ایر لیسور                                                  | چارتر: اسوان، قاهره |
| ایر موریشوس                                                | سر سیوساگور رامگولام |
| ایر نیوزیلند                                               | اوکلند |
| ایر نیوگینی                                                | جکسنز |
| Air Seoul                                                  | اینچئون (آغاز از ۳۱ اکتبر ۲۰۱۷) |
| آل نیپون ایرویز                                            | چوبو سنترایر، کانزای، هانه‌دا |
| آل نیپون ایرویز اجرا توسط ایر ژاپن                         | ناریتا |
| امریکن ایرلاینز                                            | دالاس-فورت ورث، لس‌آنجلس |
| آسیانا ایرلاینز                                            | اینچئون |
| آسترین ایرلاینز                                            | وین |
| بانکوک ایرویز                                              | ساموی |
| بیجینگ کپیتال ایرلاینز                                     | وانچو ووچیاو |
| بریتیش ایرویز                                              | هیترو لندن |
| کامبوج انگکور ایر                                          | سیم ریپ (آغاز از ۲۹ اکتبر ۲۰۱۷) |
| دراگون‌ایر                                                  | بنگالورو، پکن، گیمهی، چانگشا هوانگهوا، چنگدو شوانگلیو، چیانگ مای، چنگچینگ ییانگبی، کلارک، دا نانگ، انگوراه رای، شاه‌جلال، فوکوئوکا، فوژو چنگل، بایون گوآنگجو، گایلین لیانگ‌جیانگ، هایکو میلان، هانگجو ژیاشان، نوا به، هیروشیما، ججو، گاوشیونگ، تریبهوان، نتاجی سبهاش چندر بوس، کوتا کینابالو، کوالالامپور، کونمینگ چانگشوی، ناها، نانجینگ لوکو، نینگبو لیشه، پنانگ، پنوم‌پن، پوکت، کینگدائو لیوتینگ، سانیا فونیکس، شانگهای هونگچیائو، شانگهای پودنگ، سیم ریپ، تیچون، تائویوان تایوان، هانه‌دا (پایان در ۲۸ اکتبر ۲۰۱۷)، ونچو یونگچیانگ، ووهان تیانهه، شی‌آن شیان‌یانگ، زیامن گائوچی، یانگون، ژنگژو سین‌ژنگ چارتر: کوماتسو |
| کاتای پاسیفیک                                              | آدلاید، اسخیپول آمستردام، اوکلند، بحرین، سووارنابومی، پکن، لوگان، بریزبن، کنز، مکتان-کبو، چنای، اوهر شیکاگو، باندرانیکی، ایندیرا گاندی، انگوراه رای، دوبی، دوسلدورف، فرانکفورت، فوکوئوکا (پایان در ۲۸ اکتبر ۲۰۱۷)، تان سون نهات، راجیو گاندی، سوئکارنو-هتا، اولیور تامبو، گاتویک، هیترو لندن، لس‌آنجلس، مادرید-باراخاس، ابراهیم نصیر، منچستر، نینوی آکوئینو، ملبورن، میلانو مالپنسا، چاتراپاتی شیواجی، چوبو سنترایر، جان اف کندی، لیبرتی نیوآرک، کانزای، شارل دوگل پاریس، پرث، لئوناردو دا وینچی-فیومیچینو، سانفرانسیسکو، نیو چیتوز، اینچئون، شانگهای پودنگ، چانگی سنگاپور، جواندا، سیدنی، تائویوان تایوان، بن گوریون، هانه‌دا، ناریتا، پیرسون تورنتو، ونکوور، زوریخ فصلی: بارسلونا-ال پرات، کرایست‌چرچ (آغاز از ۱ دسامبر ۲۰۱۷) |
| سبو پسیفیک                                                 | مکتان-کبو، کلارک، ایلوئیلو، کالیبو، نینوی آکوئینو |
| سیتیلینک                                                   | سام رتولنگی |
| چاینا ایرلاینز                                             | سوئکارنو-هتا، گاوشیونگ، تاینان، تائویوان تایوان چارتر: هیروشیما، میهو-یوناگو چارتر فصلی: هوالین |
| هواپیمایی شرقی چین                                         | هانگجو ژیاشان، کونمینگ چانگشوی، نانجینگ لوکو، شانگهای پودنگ، ووسو تائی‌یوان، سانن شوفانگ، شی‌آن شیان‌یانگ |
| هواپیمایی جنوبی چین                                        | پکن، جییانگوشان، میکسیان، شنینگ تخین، ووهان تیانهه، ایوو |
| سیتی ایرویز                                                | دن موئنگ، چیانگ مای، پوکت |
| دلتا ایرلاینز                                              | سیاتل-تاکوما |
| ایستار جت                                                  | اینچئون |
| ال عال                                                     | بن گوریون |
| هواپیمایی امارات                                           | سووارنابومی، دوبی |
| هواپیمایی اتیوپی                                           | بوول، اینچئون، ناریتا |
| هواپیمایی اتحاد                                            | ابوظبی |
| اوا ایر                                                    | تائویوان تایوان |
| فیجی ایرویز                                                | نادی |
| فن‌ایر                                                      | هلسینکی |
| گارودا ایندونزیا                                           | انگوراه رای، سوئکارنو-هتا |
| هنگ کنگ ایرلاینز                                           | اوکلند، سووارنابومی، پکن، کنز، چانگچون لونگییا، چنگدو شوانگلیو، چنگچینگ ییانگبی، انگوراه رای، فوژو چنگل، گولد کوست، لانگ‌دونگ‌بائو گوئی‌یانگ هایکو میلان، هانگجو ژیاشان، نوا به، تان سون نهات، هوهوت بایتا، کاگوشیما، کرابی، کوماموتو، لس‌آنجلس (آغاز از ۱۵ دسامبر ۲۰۱۷)، مییازاکی، ناها، نانچانگ چانگبی، نانجینگ لوکو، نانینگ ووژو، اوکایاما، کانزای، پنوم‌پن، سایپن، سانیا فونیکس، نیو چیتوز، اینچئون، شانگهای هونگچیائو، شانگهای پودنگ، تائویوان تایوان، ووسو تائی‌یوان، تیانجین بینهای، ناریتا، ونکوور، سوژو گئوانئین، یانچنگ نانیانگ، میهو-یوناگو |
| هنگ کنگ اکسپرس                                             | گیمهی، چیانگ مای، مائه فه لوانگ-چینگ رایی، دا نانگ، فوکوئوکا، هیروشیما، هوالین، Ishigaki، ججو، کاگوشیما، کونمینگ چانگشوی، چوبو سنترایر، کام رانح، نینگبو لیشه، کانزای، پوکت، سایپن، اینچئون، سیم ریپ، تیچون، تاکاماتسو، هانه‌دا، ناریتا، سانن شوفانگ فصلی: دون‌هوانگ چارتر: ماگونگ |
| خطوط هوایی ژاپن                                            | هانه‌دا، ناریتا چارتر: نیو چیتوز |
| ججو ایر                                                    | اینچئون |
| جت ایرویز                                                  | ایندیرا گاندی، چاتراپاتی شیواجی |
| Jetstar Asia Airways                                       | چانگی سنگاپور |
| Jetstar Japan                                              | کانزای، ناریتا |
| Jetstar Pacific Airlines                                   | دا نانگ، نوا به، تان سون نهات چارتر: کام رانح |
| Jin Air                                                    | اینچئون |
| جونیائو ایرلاینز                                           | شانگهای پودنگ |
| کنیا ایرویز                                                | سووارنابومی، جومو کنیاتا |
| کاال‌ام                                                     | اسخیپول آمستردام |
| کورین ایر                                                  | گیمهی، اینچئون چارتر: چئونگ‌جو، دئگو |
| لاین ایر                                                   | چارتر: انگوراه رای |
| لوفت‌هانزا                                                  | فرانکفورت، مونیخ |
| مالزی ایرلاینز                                             | کوالالامپور |
| مالیندو ایر                                                | کوالالامپور |
| مندرین ایرلاینز                                            | تیچون چارتر فصلی: تایتونگ |
| Mega Maldives                                              | ابراهیم نصیر (suspended) |
| میات مونگولین ایرلاینز                                     | بویانت-اوخا |
| Myanmar National Airlines                                  | ماندالای، یانگون |
| نپال ایرلاینز                                              | تریبهوان |
| اورینت تای ایرلاینز                                        | سووارنابومی |
| Palau Pacific Airways اجرا توسط ایراکسپلور                 | چارتر: رومن ت‌متچول |
| Peach                                                      | ناها، کانزای |
| فیلیپین ایرلاینز                                           | نینوی آکوئینو |
| ایراژیا فیلیپینز                                           | نینوی آکوئینو |
| کانتاس                                                     | بریزبن، ملبورن، سیدنی |
| هواپیمایی قطر                                              | حمد |
| رویال برونئی                                               | برونئی |
| الملکیه الاردنیه                                           | ملکه علیا، سووارنابومی |
| اس۷ ایرلاینز                                               | ایرکوتسک، ولادی‌وستوک |
| اس۷ ایرلاینز اجرا توسط گلوبوس ایرلاینز                     | فصلی: تولمچوا |
| هواپیمایی اسکاندیناوی                                      | استکهلم-آرلاندا |
| Scoot                                                      | چانگی سنگاپور |
| شانگهای ایرلاینز                                           | شانگهای هونگچیائو,ژان‌جیانگ |
| شنژن ایرلاینز                                              | هاربین تایپینگ، جینان یاکیانگ، کوانژو جینجیانگ، یانتای چائوشوی |
| Siam Air                                                   | دن موئنگ |
| سیچوان ایرلاینز                                            | چنگدو شوانگلیو، ییچانگ سانگسیا |
| سنگاپور ایرلاینز                                           | سانفرانسیسکو، چانگی سنگاپور |
| هواپیمایی آفریقای جنوبی                                    | اولیور تامبو |
| اسپرینگ ایرلاینز                                           | لویانگ بیجیائو، شانگهای پودنگ، شیاژونگ ژنگدینگ، سوژو گئوانئین |
| سریلانکان ایرلاینز                                         | باندرانیکی |
| سوئیس اینترنشنال ایرلاینز اجرا توسط سوئیس گلوبال ایر لاینز | زوریخ |
| تای ایرآسیا                                                | دن موئنگ، چیانگ مای، پوکت |
| تای ایرویز اینترنشنال                                      | سووارنابومی، پوکت، اینچئون |
| ترکیش ایرلاینز                                             | آتاترک |
| تی وی ایرلاینز                                             | دئگو |
| یونایتد ایرلاینز                                           | اوهر شیکاگو، انتونیو بی وان پت، لیبرتی نیوآرک، سانفرانسیسکو، چانگی سنگاپور (پایان در ۲۸ اکتبر ۲۰۱۷) |
| Vanilla Air                                                | ناریتا |
| ویت‌جت ایر                                                  | تان سون نهات |
| ویتنام ایرلاینز                                            | نوا به، تان سون نهات |
| ویرجین آتلانتیک                                            | هیترو لندن |
| ویرجین استرالیا                                            | ملبورن |
| ژیامن ایرلاینز                                             | فوژو چنگل، کوانژو جینجیانگ، وویی‌شان، زیامن گائوچی |

### باری
| شرکت‌های هواپیمایی                           | مقصدهای پروازی |
| ------------------------------------------- | --- |
| آئرولوگیک                                   | عشق‌آباد، فرانکفورت، میلانو مالپنسا |
| ایر فرانس                                   | بحرین، ملک فهد، دوبی، ملک عبدالعزیز، کویت، شارل دوگل پاریس |
| ایر هنگ‌کنگ                                  | سووارنابومی، پکن، تان سون نهات، نینوی آکوئینو، چوبو سنترایر، کانزای، پنانگ، اینچئون، شانگهای پودنگ، چانگی سنگاپور، تائویوان تایوان، ناریتا |
| AirBridgeCargo Airlines                     | آلماتی، اسخیپول آمستردام، کلارک، فرانکفورت، یملیانو، دوموده‌دوو، شرمتیوو، ونوکووا، چانگی سنگاپور، پالکوو، کولتسوو |
| آل نیپون ایرویز                             | چوبو سنترایر، ناها، کانزای، ناریتا |
| آسیانا ایرلاینز                             | اینچئون |
| ASL Airlines Belgium                        | دوبی، لیژ |
| کارگولوکس                                   | ابوظبی، آلماتی، ملکه علیا، حیدر علی‌اف، بارسلونا-ال پرات، رفیق حریری بیروت، بوداپست فرنک لیست، اوهر شیکاگو، ریکن‌بیکر، ملک فهد، حمد، دوبی، هلسینکی، تان سون نهات، سری‌ارکا، کوماتسو، کویت، استانستد لندن، لس‌آنجلس، لوگزامبورگ - فیندل، جان اف کندی، نورنبرگ، ملک خالد، چانگی سنگاپور، تائویوان تایوان، اوپینگتون، وین |
| کارگولوکس                                   | آلماتی، دوبی، میلانو مالپنسا، کانزای |
| کاتای پاسیفیک                               | تد استیونز انکوریج، بنگالورو، سووارنابومی، پکن، کالگری، چنگدو شوانگلیو، چنای، چنگچینگ ییانگبی، ریکن‌بیکر، ایندیرا گاندی، شاه‌جلال، آل مکتوم, ملبورن، میلانو مالپنسا، چاتراپاتی شیواجی، کانزای، پنانگ، اینچئون، شانگهای پودنگ، چانگی سنگاپور، سیدنی، تائویوان تایوان، ناریتا، زیامن گائوچی، ژنگژو سین‌ژنگ |
| چاینا ایرلاینز                              | نینوی آکوئینو، تائویوان تایوان |
| چاینا کارگو ایرلاینز                        | کینگدائو لیوتینگ، شانگهای پودنگ، شانگهای هونگچیائو |
| دی‌اچ‌ال اوییشن اجرا توسط آئرولوگیک           | لایپزیگ/هال |
| دی‌اچ‌ال اوییشن اجرا توسط اطلس ایر            | ابوظبی، آدانا، تد استیونز انکوریج، پایگاه هوایی جزیره وهیدبی، آستین، میدان هوایی بگرام، حیدر علی‌اف، اوهر شیکاگو، سینسیناتی/کنتاکی شمالی، گوآرانی، پایگاه نیروی هوایی دوور، دوبی، پایگاه نیروی هوایی ایلسون، آلاسکا، انتونیو بی وان پت، فرانکفورت-هان، هانتسویل، پایگاه نیروی هوایی، دریایی ایواکونی، پایگاه هوایی کادنا، کاگوشیما، میدان هوایی بین‌المللی قندهار، سری‌ارکا، کویت، مرتلا محمد، لوگزامبورگ - فیندل، بین‌المللی مولانا جلال الدین محمد بلخی، ملبورن، میامی، جان اف کندی، کانزای، پایگاه هوایی اوسان، نیو چیتوز، اینچئون، شارجه، سیدنی، زوارتنوتس |
| دی‌اچ‌ال اوییشن اجرا توسط دی‌اچ‌ال ایر بریتانیا | ایندیرا گاندی، لایپزیگ/هال |
| دی‌اچ‌ال اوییشن اجرا توسط کالیتا ایر          | تد استیونز انکوریج، آستانه، میدان هوایی بگرام، بحرین، بروکسل، اوهر شیکاگو، سینسیناتی/کنتاکی شمالی، ریکن‌بیکر، دالاس-فورت ورث، ایندیرا گاندی، آل مکتوم، میدان هوایی بین‌المللی حامد کرزی، پایگاه هوایی کادنا، جناح، خاباروفسک ناوی، لس‌آنجلس، چوبو سنترایر، کانزای، جان اف کندی، ریو دوژانیرو گالیائو، اینچئون، ناریتا |
| دی‌اچ‌ال اوییشن اجرا توسط پولار ایر کارگو     | تد استیونز انکوریج، بحرین، ویراکوپوس-کامپیناس، اوهر شیکاگو، سینسیناتی/کنتاکی شمالی، لایپزیگ/هال، لس‌آنجلس، جان اف کندی، اینچئون |
| دی‌اچ‌ال اوییشن اجرا توسط Southern Air        | تد استیونز انکوریج، سینسیناتی/کنتاکی شمالی، لایپزیگ/هال، لس‌آنجلس، شارجه |
| Donghai Airlines                            | چنگدو شوانگلیو، شنژن بن |
| امارات اسکای‌کارگو                           | ایندیرا گاندی، آل مکتوم، کوچین، تریواندروم |
| هواپیمایی اتیوپی                            | بوول، چنای، ماستریخت آخن |
| هواپیمایی اتحاد                             | ابوظبی، اسخیپول آمستردام، تد استیونز انکوریج، ویراکوپوس-کامپیناس، اوهر شیکاگو، شاه امانت، ایندیرا گاندی، شاه‌جلال، میدان هوایی بین‌المللی حامد کرزی، خورخه چاوز، میامی، نیو کیتو، شارجه |
| اوا ایر                                     | چنگچینگ ییانگبی، شانگهای پودنگ، تائویوان تایوان |
| فدکس اکسپرس                                 | آلماتی، تد استیونز انکوریج، ایندیرا گاندی، نینوی آکوئینو، ممفیس، کانزای، شارل دوگل پاریس، اینچئون، تائویوان تایوان، ناریتا |
| هنگ کنگ ایرلاینز                            | سووارنابومی، شاه‌جلال، نوا به، کانزای، کوالالامپور، نانینگ ووژو، شانگهای پودنگ، شانگهای هونگچیائو، چانگی سنگاپور، تائویوان تایوان، زیامن گائوچی، ژنگژو سین‌ژنگ |
| IAG Cargo اجرا توسط هواپیمایی قطر           | استانستد لندن |
| کاال‌ام                                      | اسخیپول آمستردام، چنای، آل مکتوم، کویت، چاتراپاتی شیواجی |
| کورین ایر                                   | اینچئون |
| کی-مایل ایر                                 | سووارنابومی |
| لوفت‌هانزا کارگو                             | آلماتی، بحرین، فرانکفورت، لایپزیگ/هال |
| ام‌ای‌اس کارگو                                | کوالالامپور، نینوی آکوئینو، پنانگ |
| نیپون کارگو ایرلاینز                        | کانزای، ناریتا |
| کانتاس فرایت                                | اوکلند، کنز، سیدنی |
| هواپیمایی قطر                               | حمد، امام خمینی |
| هواپیمایی سعودی                             | ملک فهد، ملک عبدالعزیز، ملک خالد، تریواندروم، کوچین |
| SF Airlines                                 | نینگبو لیشه، زیامن گائوچی |
| سیلک وی ایرلاینز                            | باکو |
| سنگاپور ایرلاینز کارگو                      | تد استیونز انکوریج، سیاتل-تاکوما، شارجه، چانگی سنگاپور |
| Transmile Air Services                      | تد استیونز انکوریج، ثنای، کوالالامپور، پایگاه هوایی مارس جوینت ایر ریسرو، سلطان عبدالعزیز شاه |
| تری-ام‌جی اینترا اژیا ایرلاینز               | مکتان-کبو، کلارک |
| ترکیش ایرلاینز                              | آلماتی، مناس، ایندیرا گاندی، آتاترک |
| یوال‌اس ایرلاینز کارگو                       | سووارنابومی، پکن، نینوی آکوئینو، چوبو سنترایر، کانزای، پنانگ، اینچئون، شانگهای پودنگ، چانگی سنگاپور، تائویوان تایوان، ناریتا |
| یوپی‌اس ایرلاینز                             | تد استیونز انکوریج، کلارک، کلن بن، دوبی، بین الملی هونولولو، لوئیویل، چاتراپاتی شیواجی، انتاریو، کانزای، فیلادلفیا، نیو چیتوز، اینچئون، چانگی سنگاپور، سیدنی، تائویوان تایوان |
| یانگتزه ریور اکسپرس                         | چنگدو شوانگلیو، هانگجو ژیاشان، کینگدائو لیوتینگ، شانگهای پودنگ، تیانجین بینهای، ژنگژو سین‌ژنگ |